# Adetus curupira
Adetus curupira är en skalbaggsart som beskrevs av Maria Helena M. Galileo och Martins 2006. Adetus curupira ingår i släktet Adetus och familjen långhorningar. Inga underarter finns listade i Catalogue of Life.